# My Angel
My Angel ist die erste EP der norwegischen Metal-Band Arcturus. Sie erschien 1991 bei Putrefaction Records.

## Entstehung und Veröffentlichung
Marius, Sverd und Hellhammer nahmen noch als Mortem Ende der 1980er Jahre das Demo Slow Death auf und benannten die Band 1990 in Arcturus um. In derselben Besetzung spielten sie Arcturus’ erste EP My Angel ein. Putrefaction Records veröffentlichte sie 1991 auf 7-Zoll-Schallplatte, die mit gelbem, blauem oder grünem Cover erhältlich war. Die EP war auf 1100 Stück limitiert.
Die zwei Stücke der EP erschienen im Jahr 2000 auch auf True Kings of Norway, einer bei Spikefarm veröffentlichten Kompilation früher EPs von Arcturus, Emperor, Immortal, Dimmu Borgir und Ancient. Außerdem gab es mehrere Neuauflagen von My Angel zusammen mit der zweiten EP Constellation und anderen teilweise unveröffentlichten Stücken: 1997 als LP bei Nocturnal Art, 2002 remastert und mit dem Debütalbum als Doppel-CD bei Candlelight Records und 2012 in verschiedenen CD- und LP-Editionen bei Kyrck Productions.

## Titelliste und Musik
1. My Angel – 5:57
2. Morax – 6:29

Arcturus erweitern auf My Angel Mortems Death Metal um Doom-Metal-Einflüsse, sind aber bereits hier schwer zu kategorisieren. Die Stücke sind meist langsam, monoton und leben von ihrer düster-morbiden Atmosphäre. Im Vordergrund stehen das ungewöhnliche Schlagzeug- und Keyboardspiel – beide deuten auf spätere Veröffentlichungen voraus – und Marius’ tiefer Sprechgesang.

## Rezeption
Maximon Taranis von Legacy findet, dass die „unzureichende Gesangsleistung“ auf My Angel und die „monotone, zermürbende Musik […] den Geist der späteren Arcturus [nicht] einfangen“ können. Captain Chaos von vampster bemerkt jedoch, dass die EP „für Furore sorgen sollte. Nie zuvor gab es ähnliche Musik, schleppend, absolut dunkel und atmosphärisch.“ UMU von Prog Archives hält My Angel für einen interessanten Einblick in die norwegische Black-Metal-Szene der 1990er.